# 杨贵贞
杨贵贞（1923年7月—2014年6月6日），女，安徽安庆人，中国免疫学家、医学教育家，曾任白求恩医科大学教授、博士生导师。